# 邁爾祖格沙漠
邁爾祖格沙漠（Murzuq Desert，Idehan Murzuq，Idhan Murzuq）是利比亚西南部的一片沙漠，為撒哈拉沙漠的一部分，面积约58000平方公里。它的名稱來源自费赞的迈尔祖格。它与撒哈拉沙漠南部被提贝斯提高原和阿杰尔高原隔开。